# Kaple Panny Marie (Jaroměř)
Kaple Panny Marie je římskokatolická kaple na mostě v Havlíčkově ulici v Jaroměři. Je chráněna jako kulturní památka České republiky.
Barokní kaple stojí uprostřed stavby gotického, později barokně upraveného silničního mostu, který dnes překonává jen místní komunikaci.

## Bohoslužby
Pravidelné bohoslužby se v kapli nekonají.